# Katsuo Takaishi
Katsuo Takaishi (Japans: 高石勝男, Takaishi Katsuo) (Prefectuur Osaka, 14 oktober 1906 - aldaar, 13 april 1966) was een Japans zwemmer.
Katsuo Takaishi nam tweemaal deel aan de Olympische Spelen; in 1924 en 1928. In 1924 werd hij vierde op het onderdeel 4x200 meter vrije slag en eindigde hij als vijfde bij de 100 en 1500 meter vrije slag. In 1928 nam hij deel aan het onderdeel 4x200 meter vrije slag. Hij maakte deel uit van het team dat het zilver wist te veroveren. Hij wist tevens het brons te winnen op het onderdeel 100 meter vrije slag. Hij nam verder zonder succes deel aan de 400 en 1500 meter vrije slag.
Torahiko Miyahata · 
Kazuo Noda · 
Kazuo Onoda · 
Katsuo Takaishi
Nobuo Arai · 
Tokuhei Sada · 
Katsuo Takaishi · 
Hiroshi Yoneyama
- Bibliothèque nationale de France: cb170663804 (data)
- International Standard Name Identifier: 0000 0003 7751 5267
- Bibliotheek van het Japanse parlement: 00399715
- Virtual International Authority File: 255109989